# Барбадосско-кенийские отношения
Барбадосско-кенийские отношения — двусторонние дипломатические отношения между Барбадосом и Кенией. Страны являются членами Стран Африки, Карибского бассейна и Тихого океана (АКТ) и Организации Объединённых Наций (ООН).

## История
Премьер-министр Барбадоса Миа Моттли посетила Кению в конце 2019 года во время саммита АКТ в Найроби. Президент Кении Ухуру Кеньятта также посетил Барбадос в августе 2019 года. Моттли и Кеньятта вели переговоры об углублении отношений и торговли между двумя странами.

## Сотрудничество
Во время визита Моттли в Кению обе страны заключили соглашения о сотрудничестве, охватывающие:
- Финансы: центральные банки двух стран подписали соглашения о сотрудничестве;
- Образование: привлечение барбадцосцев к обучению в кенийских школах и наоборот;
- Транспорт: обе страны должны найти способы наладить прямое воздушное и морское сообщение.

Барбадос и Кения приняли решение работать вместе в следующих областях: возобновляемые источники энергии, туризм, здравоохранение, образование, экономика, информационные и коммуникационные технологии (ИКТ), спорт, культура, торговля и инвестиции.
Также был подписан меморандум о взаимопонимании по созданию Совместной комиссии по сотрудничеству (СКК).

## Торговля
В рамках визита премьер-министра Моттли был поднят вопрос о торговле и инвестициях между государствами. Барбадос и Кения рассматривали возможность заключения соглашения об избежании двойного налогообложения и двустороннего инвестиционного соглашения для расширения торговых связей.

## Дипломатические миссии
Во время визита премьер-министра Моттли в конце 2019 года был открыт офис КАРИКОМ в столице Кении Найроби, который станет совместной дипломатической миссией при правительстве Кении для стран Карибского бассейна.